# 112e méridien est
En géographie, le 112e méridien est est le méridien joignant les points de la surface de la Terre dont la longitude est égale à 112° est.

## Géographie

### Dimensions
Comme tous les autres méridiens, la longueur du 112e méridien correspond à une demi-circonférence terrestre, soit 20 003,932 km. Au niveau de l'équateur, il est distant du méridien de Greenwich de 12 468 km,.
Avec le 68e méridien ouest, il forme un grand cercle passant par les pôles géographiques terrestres.

### Régions traversées
En commençant par le pôle Nord et descendant vers le sud au pôle Sud, Le 112e méridien est passe par:
| Coordonnées           | Pays, territoire ou mer  | Notes |
| --------------------- | ------------------------ | --- |
| 90° 00′ N, 112° 00′ E | Océan Arctique           | |
| 79° 17′ N, 112° 00′ E | Mer de Laptev            | |
| 76° 34′ N, 112° 00′ E | Russie                   | Krai de Krasnoïarsk — Péninsule de Taïmyr |
| 74° 46′ N, 112° 00′ E | Mer de Laptev            | |
| 74° 31′ N, 112° 00′ E | Russie                   | République de Sakha — Île Bolshoy Begichev (en) |
| 74° 12′ N, 112° 00′ E | Mer de Laptev            | |
| 73° 43′ N, 112° 00′ E | Russie                   | République de Sakha Krai de Krasnoïarsk — à partir de 71° 24′ N, 112° 00′ E République de Sakha — à partir de 71° 02′ N, 112° 00′ E Oblast d'Irkoutsk — à partir de 59° 22′ N, 112° 00′ E République de Bouriatie — à partir de 56° 57′ N, 112° 00′ E Kraï de Transbaïkalie — à partir de 52° 13′ N, 112° 00′ E |
| 49° 25′ N, 112° 00′ E | Mongolie                 | |
| 45° 05′ N, 112° 00′ E | Chine                    | Mongolie Intérieure |
| 43° 49′ N, 112° 00′ E | Mongolie                 | Sur environ 6 km |
| 43° 46′ N, 112° 00′ E | Chine                    | Mongolie Intérieure Shanxi – à partir de 39° 50′ N, 112° 00′ E Henan – à partir de 35° 04′ N, 112° 00′ E Hubei – à partir de 32° 25′ N, 112° 00′ E Hunan – à partir de 29° 45′ N, 112° 00′ E Guangxi – sur environ 3 km à partir de 24° 45′ N, 112° 00′ E Guangdong – à partir de 24° 44′ N, 112° 00′ E Guangxi - sur environ 6 km à partir de 24° 33′ N, 112° 00′ E Guangdong - sur environ 5 km à partir de 24° 29′ N, 112° 00′ E Guangxi – à partir de 24° 27′ N, 112° 00′ E Guangdong – à partir de 24° 17′ N, 112° 00′ E |
| 21° 45′ N, 112° 00′ E | Mer de Chine méridionale | |
| 21° 39′ N, 112° 00′ E | Chine                    | Guangdong – Île Hailing |
| 21° 37′ N, 112° 00′ E | Mer de Chine méridionale | Passe par les Îles Paracels disputées par la Chine et le Vietnam Passe par les Îles Spratly disputées par 4 pays riverains. |
| 2° 54′ N, 112° 00′ E  | Malaisie                 | Sarawak – sur l'île de Borneo |
| 1° 07′ N, 112° 00′ E  | Indonésie                | Île de Borneo Kalimantan occidental Kalimantan central |
| 3° 29′ S, 112° 00′ E  | Mer de Java              | |
| 6° 48′ S, 112° 00′ E  | Indonésie                | Île de Java |
| 8° 18′ S, 112° 00′ E  | Océan indien             | |
| 60° 00′ S, 112° 00′ E | Océan Austral            | |
| 65° 54′ S, 112° 00′ E | Antarctique              | Territoire antarctique australien, Territoires revendiqués par l' Australie |